# Інтардер
Інтардер (англ. intarder) — ретардер поєднаний з коробкою передач. Інтардер являє собою гідродинамічне, або електродинамічне гальмо-уповільнювач з інтенсивним теплообміном, що не зношується. Система створює гальмівне зусилля на валі відбору потужності коробки передач. Як робоча рідина використовується мастило. Перевага такого принципу роботи полягає в тому, що створюване гальмівне зусилля впливає безпосередньо на вихідний вал коробки передач і через карданний вал — на колеса автомобіля. Інтардер постійно підтримує гальмівне зусилля, навіть у момент перемикання передачі та не залежить від обертів двигуна і стану зчеплення. Застосовується на вантажівках, автобусах, тракторах і деяких видах бронетехніки.

## Принцип роботи
При залученні функції гальма-сповільнювача гідронасос за короткий час подає необхідну кількість масла у внутрішню порожнину інтардеру, де обертається крильчатка ротора, з'єднаного з вихідним валом коробки передач через зубчасту передачу пускового приводу. Лопаті ротора і статора розташовуються зустрічно по відношенню один одному. Ротор розганяє потік масла в камері інардеру і воно нагнітається в порожнини нерухомих лопастей статора, звідки повертається назад на лопаті ротора. При попаданні зустрічного потоку масла на лопаті ротора виникає зворотний обертальний момент, проти напрямку обертання ротора.
Таким чином і створюється гальмуючий момент, який передається назад на вихідний вал коробки передач, тобто на трансмісію. Відбувається гальмування автомобіля. Виникаюча при цьому енергія гальмування перетвориться в теплову, яка відводиться в контур охолодження двигуна.

## Поява і необхідність системи
У середньо і великотоннажних вантажівках і автобусах, вага яких перевищує 20 тонн, вага деталей трансмісії може становити до 5 % ваги всієї машини. Звідси величезна інерція цих деталей. Тому є необхідність сповільнення ходу трансмісії, що і робить інтардер.
Також інтардер допомагає темпомату контролювати обороти двигуна. На якій марці автомобіля вперше з'явився цей механізм, достеменно не відомо.